# Svend Asmussen

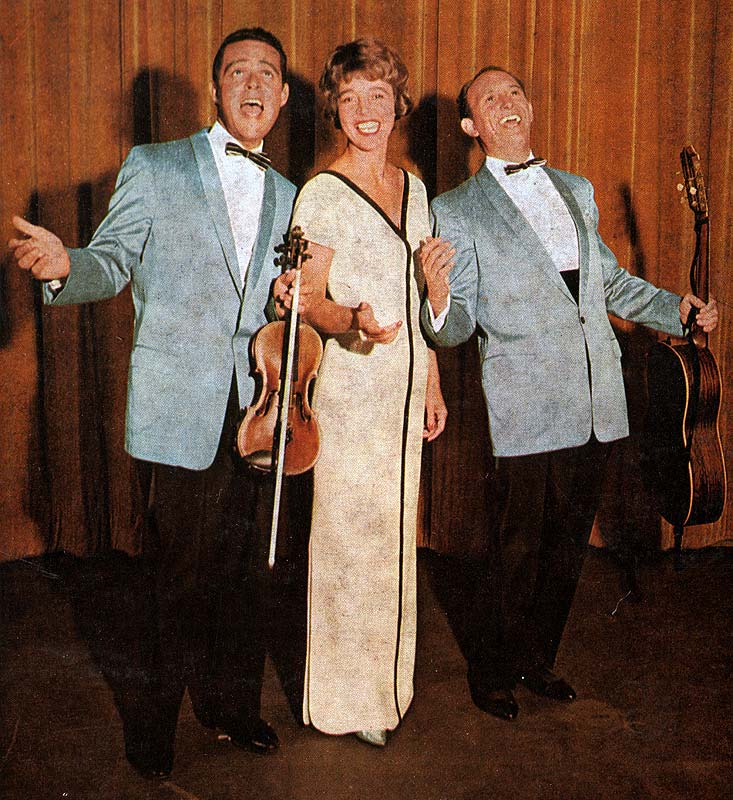
Swe-Danes på Berns i Stockholm 1961.

Svend Harald Christian Asmussen, född 28 februari 1916 i Köpenhamn, död 7 februari 2017 i Dronningmølle i Gribskovs kommun, var en dansk kompositör, kapellmästare och jazzmusiker (violin). Han var under karriären en framstående och internationellt erkänd jazzviolinist, särskilt populär med trion Swe-Danes.

## Biografi
Svend Asmussen föddes i en borgerlig familj, där önskemålet var att sonen skulle bli tandläkare. Av detta blev det dock inget, efter att Asmussen redan som 17-åring inledde en yrkeskarriär som violinist. Fiollektioner hade han redan börjat ta vid sju års ålder. Inriktningen på jazz kom efter att Asmussen som 16-åring fått höra jazzviolinisten Joe Venuti på skiva. Hans stora förebild inom gemet blev dock Stuff Smith, där Asmussen hämtade swing-stilen som därefter kom att bli hans kännemärke.

### Internationell karriär
Senare kom Asmussen att få spela tillsammans med bland andra Josephine Baker och Fats Waller på olika kryssningsbåtar. Den unge dansken gjorde sig därmed ett namn långt utanför Danmarks gränser.
"Swingkungen" Benny Goodman tjusades av Asmussens spel, och efter krigsslutet 1945 försökte denne engagera Asmussen till sin orkester. Asmussens dåvarande grupp hade vid denna tid stora framgångar i de nordiska länderna, varför han tackade nej till erbjudandet. Han kunde tänka sig, att komma över med den egna gruppen, men inte heller detta blev förverkligat.
Asmussen kom tidigt att göra sig ett namn i Sverige, där han bland annat spelat tillsammans med jazzmusiker som Jan Johansson, Putte Wickman och Ivan Renliden.
Asmussen ingick 1958–64 i den internationellt välkända trion Swe-Danes tillsammans med Alice Babs och Ulrik Neumann. Det var också först vid Swe-Danes gästspel i USA runt 1960, som amerikanerna fick tillfälle att avnjuta honom "live".
Senare under karriären kom Asmussen också att få spela tillsammans med Goodman. Andra internationella samarbeten inkluderade namn som Duke Ellington, Count Basie, Herbie Hancock, Hoagy Carmichael, Coleman Hawkins, Édith Piaf, Victor Borge och Toots Thielemans.

### Senare år
Under de sista decennierna framträdde han ofta som solist och spelade sedan 1990-talet företrädesvis med egen kvartett i festival- och konsertsammanhang. Vid 95 års ålder drabbades han dock av en blodpropp som nedsatte rörelseförmågan i höger arm, vilket tvingade honom att sluta spela.
1987 mottog han Läkerols kulturpris. Han bodde sedan 2004 i staden Sarasota i Florida under vinterhalvåret och i Dronningmølle (norr om Helsingör) om somrarna.

### Familj
Svend Asmussen var gift två gånger. Äktenskapet med Annegrete varade i 62 år, tills att hon avled. Därefter gifte Svend Asmussen vid 94 års ålder om sig med amerikanskan Ellen (född Bick), som bott i Danmark i många år.
I sitt första äktenskap fick Asmussen tre barn, bland andra Claus Asmussen, gitarrist i bandet Shu-Bi-Dua.

## Stil
Svend Asmussens violinspelande prägla(de)s av säker teknik och musikalisk fantasi, och han var under karriären en framstående showartist. Swingjazz var Asmussens kännemärke.
"June Night" av Abel Baer och Cliff Friend var hans signaturmelodi. Hans ofta spelade "Scandinavian Shuffle" har trion Swe-Danes som gemensam kompositör.

## Diskografi

### Återutgivningar
- Kronologisk serie från 1934. Tiotal CD på märket Swan.
- Musical Miracle 1935-40 (Phontastic 9306)
- Phenomenal Fiddler 1941-50 (Phontastic 9310)
- Vol. 6 of Danish Jazz 1937-1944 (Storyville SLP 415)

### 78-varvare
- Svend Asmussen i Svensk musik, film och revyer 1900–1960

### LP och CD
- 1953 – Plays Hot Fiddle
- 1957 – The Fiddling Viking
- 1959 – Danish Imports (med Ulrik Neumann)
- 1960 – Scandinavian Shuffle (med Swe-Danes)
- 1961 – Med Swe-Danes på Berns
- 1962 – På begäran
- 1962 – European Encounter (med John Lewis)
- 1962 – En kväll med Svend & Ulrik
- 1963 – Duke Ellington's Jazz Violin Sessions
- 1964 – The Many Sides of Svend Asmussen
- 1964 – Scandinavian Songs with Alice and Svend
- 1965 – Two of a Kind (med Stéphane Grappelli)
- 1966 – Violin Summit
- 1967 – Hot Violins! (med Stuff Smith)
- 1966 – Svend Asmussens Sextet
- 1966 – Ett musikaliskt dokument
- 1968 – Jazz på ungerska (Svend Asmussen och Jan Johansson)
- 1968 – Svend Asmussen spelar nordiskt 20-30-tal
- 1969 – Jazz på Stampen. Vol 2.
- 1969 – Snakes in a Hole (Made In Sweden med Svend Asmussen)
- 1972 – Kammarkören & Eric Ericson möter Svend Asmussen
- 1972 – Toots [Thielemans] & Svend
- 1973 – Yesterday and Today (med Toots Thielemans)
- 1973 – Kammarkören & Eric Ericson möter Svend Asmussen igen
- 1974 – Resource (Asmussen Thigpen Quartet)
- 1974 – Amazing Strings
- 1975 – Musik i kyrkan (med Putte Wickman & Ivan Renliden)
- 1975 – Telemann Today
- 1977 – Ivan, Svend och Putte spelar för er
- 1978 – As Time Goes By (med Lionel Hampton)
- 1978 – Garland. Dr L Subramaniam featuring Svend Asmussen
- 1978 – Prize Winners
- 1979 – Dance Along with Svend Asmussen. Vol 1-2
- 1983 – June Night
- 1983 – String Swing
- 1983 – On the Good Ship Lollipop
- 1984 – Svend Asmussen at Slukafter
- 1987 – Svingin' with Svend
- 1988 – Olympia 1988 (med Stéphane Grappelli)
- 1989 – Fiddler Supreme
- 1993 – Fiddling Around
- 1997 – Fit as a Fiddle
- 2002 – Still Fiddling
- 2008 – Jacob Fischer Trio feat. Svend Asmussen
- 2009 – Makin' Whoopee ... and Music!

## Filmografi

### Musik
- 1949 – Lattjo med Boccaccio
- 1956 – Kärlek i det blå
- 1958 – Musik ombord
- 1963 – En vacker dag

### Roller (urval)
- 1949 – Lattjo med Boccaccio
- 1949 – Kvinnan som försvann
- 1949 – Pippi Långstrump
- 1952 – Drömsemester
- 1956 – Kärlek i det blå
- 1958 – Musik ombord